# Anastassija Olegowna Tolmatschowa
Anastassija Olegowna Tolmatschowa (russisch Анастасия Олеговна Толмачёва, englisch Anastasia Tolmacheva; * 29. September 1995 in Muromzewo, Oblast Omsk) ist eine russische Biathletin, die seit 2020 für Rumänien startet.

## Sportliche Laufbahn
Anastassija Tolmatschowa betreibt seit 2008 den Biathlonsport und repräsentierte auf nationaler Ebene zunächst die Region Omsk, bevor sie sich der Mannschaft Tjumens anschloss. 2013 nahm sie am Olympischen Jugendfestival teil und wurde Fünfte im Einzelwettkampf. Vier Jahre später gewann sie zwei Medaillen bei der russischen Meisterschaft, wurde aber nicht in die Nationalmannschaft aufgenommen. Daraufhin bestrebte die Russin 2018 einen Nationenwechsel nach Moldawien, wurde aber abgelehnt. Im August 2020 wurde bekannt, dass Tolmatschowa, Anatoli Oskin und Jelena Tschirkowa die rumänische Staatsbürgerschaft erhalten haben und direkt in die Nationalmannschaft aufgenommen wurden.
Ihre ersten Rennen für die neue Nation bestritt Tolmatschowa Mitte Dezember 2020 bei den Weltcuprennen von Hochfilzen, mit den eingebürgerten Athleten konnte Rumänien auch erstmals seit Ende 2016 eine Damenstaffel im Weltcup stellen. Erste internationale Meisterschaften wurden die Europameisterschaften 2021, am Saisonende unterbot die Rumänin ihre Bestergebnisse im Weltcup klar und wurde in den Sprints von Nové Město na Moravě und Östersund 69. sowie 65. Auch 2021/22 war sie nahezu vollständig im Weltcup aktiv. Bei den Europameisterschaften unterlief ihr ein folgenschwerer Fehler: Im Mixedstaffelrennen lief das Team um Jelena Tschirkowa, George Buta und Dmitri Schamajew bei extremem Wind auf dem Bronzerang durchs Ziel, Tolmatschowa hatte aber beim Wechsel auf Tschirkowa keinen Körperkontakt hergestellt, die Staffel bekam zwei Minuten Zeitstrafe addiert und wurde schlussendlich auf Rang neun gelistet. Kurz darauf lief Tolmatschowa im IBU-Cup-Sprint von Nové Město auf den fünften Platz, am Saisonende ging es in Otepää mit der Mixedstaffel auf Rang 12. Außerdem erreichte sie am selben Ort nach Sprintrang 46 ihr erstes Verfolgungsrennen, auch in Oslo ging es unter die besten 60. Wegen eher unterdurchschnittlicher Laufleistungen waren die Ergebnisse auch im Folgewinter im Weltcup ähnlich, auf der zweithöchsten Ebene kam Tolmatschowa im Februar zweimal unter die besten 25. Den besten Wettkampf ihrer Karriere bestritt sie bei den Weltmeisterschaften 2023 in Oberhof, trotz eines Schießfehlers beendete sie den Sprint auf Rang 31, auch Verfolgung und Einzel verliefen mit den Plätzen 47 und 51 recht erfolgreich. Bei den Wettkämpfen von Nové Město gewann sie als Sprint-36. schließlich ihre ersten Weltcuppunkte, am selben Ort lief sie mit Dmitri Schamajew in der Single-Mixed-Staffel unter die besten Zehn.
Im Winter 2023/24 verbesserte sich Tolmatschowa zwar im läuferischen Bereich, ließ aber in der Schießquote nach. Ihr gelang im Sprint von Oberhof als 34. der Gewinn einiger Weltcuppunkte, zudem nahm sie erneut an den Weltmeisterschaften teil und erzielte im Einzel Rang 38.

## Statistiken

### Weltcupplatzierungen
Die Tabelle zeigt alle Platzierungen (je nach Austragungsjahr einschließlich Olympische Spiele und Weltmeisterschaften).
- 1.–3. Platz: Anzahl der Podiumsplatzierungen
- Top 10: Anzahl der Platzierungen unter den ersten zehn (einschließlich Podium)
- Punkteränge: Anzahl der Platzierungen innerhalb der Punkteränge (einschließlich Podium und Top 10)
- Starts: Anzahl gelaufener Rennen in der jeweiligen Disziplin
- Staffel: inklusive Mixed- und Single-Mixed-Staffeln

| Platzierung               | Einzel | Sprint | Verfolgung | Massenstart | Staffel | Gesamt |
| ------------------------- | ------ | ------ | ---------- | ----------- | ------- | ------ |
| 1. Platz                  |        |        |            |             |         |        |
| 2. Platz                  |        |        |            |             |         |        |
| 3. Platz                  |        |        |            |             |         |        |
| Top 10                    |        |        |            |             | 1       | 1      |
| Punkteränge               |        | 3      |            |             | 23      | 26     |
| Starts                    | 10     | 30     | 7          |             | 24      | 71     |
| Stand: Saisonende 2024/25 |        |        |            |             |         |        |

### Weltcupwertungen

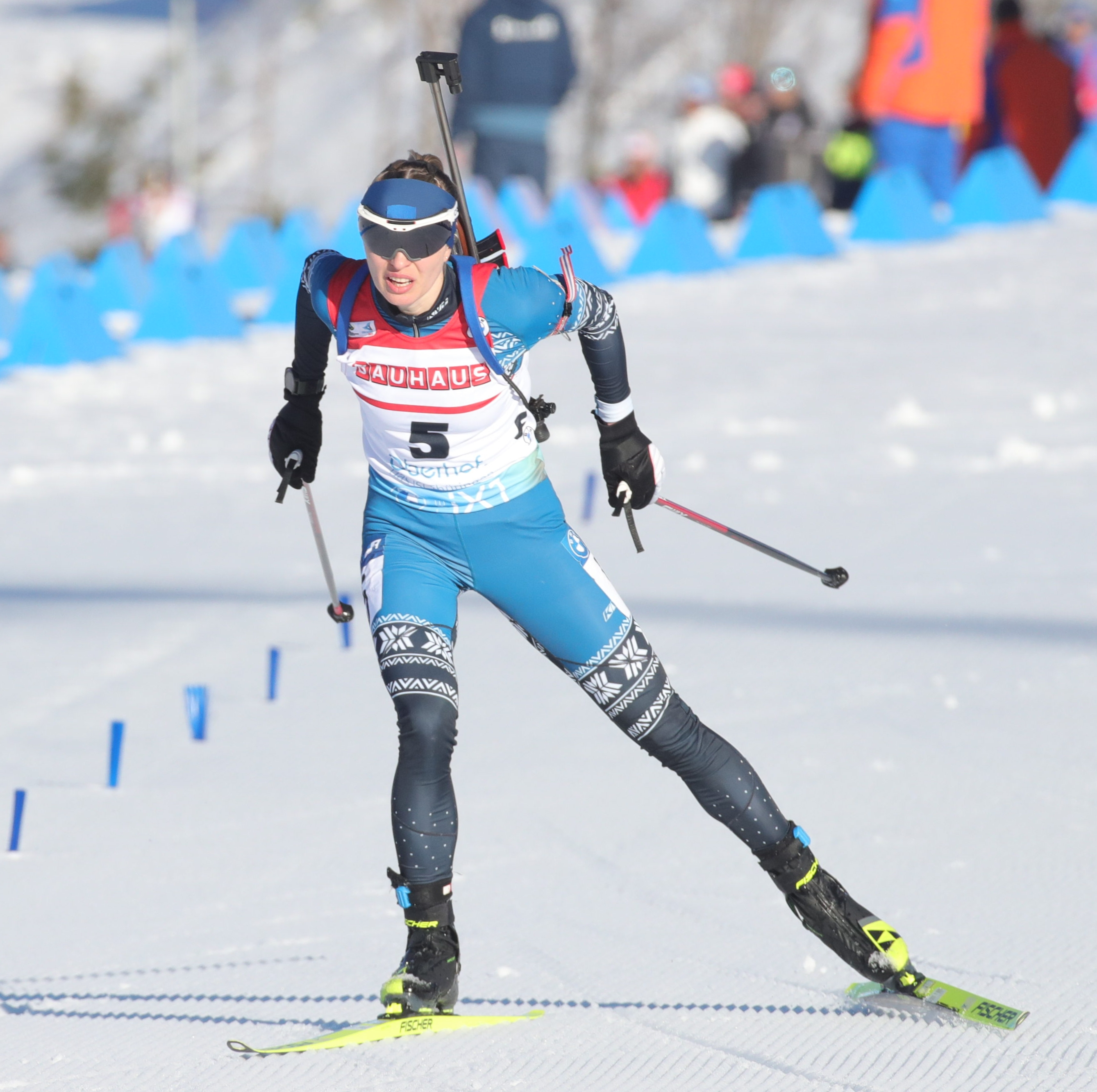
Tolmatschowa während des WM-Einzels 2023

Ergebnisse bei Weltcups (Disziplinen- und Gesamtweltcup) gemäß Punktesystem.
| Saison  | Einzel | Einzel | Sprint | Sprint | Verfolgung | Verfolgung | Massenstart | Massenstart | Gesamt | Gesamt |
| Saison  | Platz  | Punkte | Platz  | Punkte | Platz      | Punkte     | Platz       | Punkte      | Platz  | Punkte |
| ------- | ------ | ------ | ------ | ------ | ---------- | ---------- | ----------- | ----------- | ------ | ------ |
| 2022/23 | –      | –      | 75.    | 5      | –          | –          | –           | –           | 85.    | 5      |
| 2023/24 | –      | –      | 78.    | 7      | –          | –          | –           | –           | 86.    | 7      |
| 2024/25 | –      | –      | 83.    | 2      | –          | –          | –           | –           | 95.    | 2      |

### Biathlon-Weltmeisterschaften
Ergebnisse bei den Weltmeisterschaften:
| Weltmeisterschaften | Weltmeisterschaften | Einzelwettbewerbe | Einzelwettbewerbe | Einzelwettbewerbe | Einzelwettbewerbe | Staffelwettbewerbe | Staffelwettbewerbe | Staffelwettbewerbe |
| Jahr                | Ort                 | Einzel            | Sprint            | Verfolgung        | Massenstart       | Damenstaffel       | Mixedstaffel       | S.-M.-Staffel      |
| ------------------- | ------------------- | ----------------- | ----------------- | ----------------- | ----------------- | ------------------ | ------------------ | ------------------ |
| 2023                | Oberhof             | 51.               | 32.               | 47.               | –                 | –                  | 20.                | 23.                |
| 2024                | Nové Město          | 38.               | 75.               | –                 | –                 | –                  | 23.                | 20.                |
| 2025                | Lenzerheide         | 51.               | 59.               | 42.               | –                 | 18.                | 21.                | 19.                |